# Clădirea școlii muzicale de pe Piața Constituției (Tiraspol)
Clădirea școlii muzicale de pe Piața Constituției este o clădire amplasată pe Piața Constituției în Tiraspol, Republica Moldova. Este un monument arhitectural de importanță națională inclus în Registrul monumentelor Republicii Moldova ocrotite de stat cu nr. 34 (municipiul Tiraspol). Datează de la sf. sec. XIX.